# Bernhard Zimmermann (Fußballspieler)
Bernhard Zimmermann (* 15. Februar 2002 in Korneuburg) ist ein österreichischer Fußballspieler.

## Karriere

### Verein
Zimmermann begann seine Karriere beim SC Korneuburg. Zur Saison 2014/15 kam er in die AKA St. Pölten, in der er in Folge alle Altersstufen durchlief. Zur Saison 2020/21 wechselte er zur zweiten Mannschaft des SK Rapid Wien, bei dem er einen bis Juni 2022 laufenden Vertrag erhielt.
Sein Debüt in der 2. Liga für Rapid II gab er im September 2020, als er am ersten Spieltag jener Saison gegen den FC Liefering in der 51. Minute für Dragoljub Savić eingewechselt wurde. Im Februar 2022 stand er in der UEFA Europa League gegen Vitesse Arnheim erstmals im Kader der ersten Mannschaft der Wiener. Ende desselben Monats gab er schließlich gegen die WSG Tirol in der Bundesliga sein Debüt für Rapid. Kurz darauf verlängerte er Anfang März 2022 seinen Vertrag beim SK Rapid Wien bis Sommer 2025.
Am folgenden Spieltag stand er im entscheidenden Spiel des Grunddurchgangs gegen den SK Austria Klagenfurt das erste Mal in der Startelf und erzielte beim 3:0-Heimsieg die ersten beiden Tore. Bis zum Ende der Spielzeit 2022/23 erzielte er in elf Partien fünf Tore. In der Saison 2022/23 war Zimmermann dann primär nur noch Joker und erzielte dennoch sieben Treffer in 25 Einsätzen. Zur Saison 2023/24 wurde er an den Ligakonkurrenten Wolfsberger AC verliehen. Während der Leihe kam er zu 27 Einsätzen, in denen er dreimal traf.
Zur Saison 2024/25 kehrte er zu Rapid zurück, wo er aufgrund eines Kreuzbandrisses nicht mehr zum Einsatz kam. Im Jänner 2025 verließ er die Hütteldorfer schließlich endgültig und wechselte innerhalb Wiens zu Zweitligist First Vienna FC.

### Nationalmannschaft
Zimmermann spielte im April 2017 erstmals für eine österreichische Jugendnationalauswahl. Im Oktober 2018 debütierte er gegen Malta für die österreichische U-17-Auswahl. In jenem Spiel, das Österreich mit 7:0 gewann, erzielte er auch seine ersten beiden Tore für das U-17-Team. Mit diesem nahm er 2019 auch an der EM teil. Bei dieser kam er in allen drei Spielen zum Einsatz, mit Österreich schied er jedoch punktelos als Letzter der Gruppe D in der Vorrunde aus.
Im September 2019 spielte er gegen Irland erstmals für das U-18-Team. Im März 2022 debütierte er gegen Kroatien für die U-21-Auswahl.